# Floorball Deutschland Pokal 2024/25 (Frauen)
Der Floorball Deutschland Pokal 2024/2025 war ein Frauen-Floorballpokalwettbewerb. Das final4 wurde am 18. und 19. Mai 2025, damit wieder nach Abschluss der Bundesligen und erstmals in der Zwickauer Stadthalle ausgetragen.
Diese Saison nahmen 16 Mannschaften teil. Als Titelverteidiger gehen die ETV Lady Piranhhas Hamburg in den Wettbewerb. Im Finale konnte sich der MFBC Leipzig seinen vierten Pokaltitel mit einem 4:3 in der Overtime gegen die ETV Lady Piranhhas Hamburg sichern.

## Teilnehmende Mannschaften
| Bundesliga                                                                            | Regionalliga / nur Pokal                                                                     |
| Gruppe Nord                                                                           |                                                                                              |
| Dümptener Füchse ETV Lady Piranhhas Hamburg FloorballBB United Red Devils Wernigerode | BW96 Schenefeld (II) Förde Deerns (II) SG Sedelsberg/ETV Hamburg (II) TV Dinklage Otter (II) |
| Gruppe Süd                                                                            |                                                                                              |
| MFBC Leipzig UHC Sparkasse Weißenfels SSF Dragons Bonn TSG Erlensee                   | FBC München (W-IFL 1) Floor Fighters Chemnitz (II) SC Potsdam (II) Floorball Mainz (nP)      |
| Fett markierte Mannschaften nahmen am Final4 teil                                     |                                                                                              |

## Modus
Floorball Deutschland hatte beschlossen, dass es für die diesjährige Austragung im Achtelfinale eine regionale Unterteilung in eine Nord- und Südstaffel geben wird.

## Achtelfinale

### Gruppe Nord
| 10. Januar 2026 17:00 Uhr |  | BW96 Schenefeld (II) | 0:18 (0:4, 0:8, 0:6) Spielbericht | FloorballBB United (I) | Schulzentrum Achter de Weiden, Schenefeld Zuschauer: 103 |

| 10. Januar 2026 19:00 Uhr |  | ETV Lady Piranhhas Hamburg (I) | 6:3 (3:1, 1:0, 2:2) Spielbericht | Dümptener Füchse (I) | Sporthalle Hoheluft, Hamburg Zuschauer: 118 |

| 11. Januar 2026 13:00 Uhr |  | TV Dinklage Otter (II) | 1:21 (0:4, 1:8, 0:9) Spielbericht | SG Sedelsberg/ETV Hamburg (II) | TVD Sportpark 04, Dinklage Zuschauer: 87 |

| 11. Januar 2026 16:00 Uhr |  | Red Devils Wernigerode (I) | 7:3 (2:3, 2:0, 3:0) Spielbericht | Förde Deerns (II) | Stadtfeldhalle, Wernigerode Zuschauer: 151 |

### Gruppe Süd
| 10. Januar 2026 14:00 Uhr |  | SC Potsdam (II) | 2:3 (1:2, 1:0, 0:1) Spielbericht | UHC Sparkasse Weißenfels (I) | Von-Steuben-Gesamtschule, Potsdam Zuschauer: 70 |

| 10. Januar 2026 16:00 Uhr |  | FBC München (W-IFL) | 0:7 (0:1, 0:4, 0:2) Spielbericht | MFBC Leipzig (I) | Bildungscampus Riem, München Zuschauer: 65 |

| 11. Januar 2026 13:00 Uhr |  | Floorball Mainz (nP) | 2:4 (1:1, 1:2, 0:1) Spielbericht | TSG Erlensee (I) | Sporthalle der Gustav-Stresemann-Wirtschaftsschule, Mainz Zuschauer: 50 |

| 11. Januar 2026 15:00 Uhr |  | Floor Fighters Chemnitz (II) | 6:7 n. V. (1:2, 2:3, 3:1, 0:1) Spielbericht | SSF Dragons Bonn (I) | Jahnbaude, Chemnitz Zuschauer: 135 |

## Viertelfinale
| 23. Februar 2025 13:00 Uhr |  | SG Sedelsberg/ETV Hamburg (II) | 5:6 n. V. (1:4, 1:0, 3:1, 0:1) Spielbericht | Red Devils Wernigerode (I) | TVD Sportpark, Dinklage |

| 23. Februar 2025 13:00 Uhr |  | TSG Erlensee (I) | 2:10 (1:1, 0:4, 1:5) Spielbericht | ETV Lady Piranhhas Hamburg (I) | Grossporthalle Erlensee, Erlensee Zuschauer: 129 |

| 23. Februar 2025 16:00 Uhr |  | FloorballBB United (I) | Spiel abgesagt Spielbericht | MFBC Leipzig (I) | Grundschule Pankow, Berlin |

| 23. Februar 2025 16:00 Uhr |  | SSF Dragons Bonn (I) | 2:1 (1:1, 0:0, 1:0) Spielbericht | UHC Sparkasse Weißenfels (I) | Sportpark Nord, Bonn Zuschauer: 63 |

## Final 4

### Halbfinale
| 17. Mai 2025 10:00 Uhr |  | ETV Lady Piranhhas Hamburg (I) | 10:1 (3:0, 5:1, 2:0) Spielbericht | SSF Dragons Bonn (I) | Stadthalle Zwickau, Zwickau Zuschauer: 412 |

| 17. Mai 2025 13:00 Uhr |  | MFBC Leipzig (I) | 11:2 (4:2, 4:0, 3:0) Spielbericht | Red Devils Wernigerode (I) | Stadthalle Zwickau, Zwickau Zuschauer: 503 |

### Finale
| 18. Mai 2025 12:00 Uhr |  | ETV Lady Piranhhas Hamburg (I) | 3:4 n. V. (0:0, 0:1, 3:2, 0:1) Spielbericht | MFBC Leipzig (I) | Stadthalle Zwickau, Zwickau Zuschauer: 857 |